# Movimento de Libertação Caribenho de Antígua
O Movimento de Libertação Caribenho de Antígua (em inglês:  Antigua Caribbean Liberation Movement, ACLM) foi um partido político socialista radical e pan-africanista em Antígua e Barbuda. O ACLM foi fundado em 1968 por Tim Hector, até então ligado ao Movimento Trabalhista Progressista. A inspiração ideológica do ACLM veio de C. L. R. James.

## História
O ACLM foi fundado em 1968 pelo professor Tim Hector, inicialmente com o nome "Movimento de Libertação Afro-Caribenho" (em inglês:  Afro-Caribbean Liberation Movement) e inspirado pelo "Black Power". O ACLM depois alterou o seu posicionamento para um mais genericamente "Nova Esquerda", mudando em 1973 o nome para "Movimento de Libertação Caribenho de Antígua".
Em 1973 o grupo Forças Jovens para a Libertação (Youth Forces for Liberation, YFL) aderiu ao ACLM; tal alterou a sua composição social - enquanto até então os ativistas do partido até então eram sobretudo intelectuais da classe média, as YFL estavam baseadas no bairro "The Point", um gueto da capital St. Jonhs, o que deu ao ACLM uma maior ligação à classe operária e aos desempregados.
A partir de 1980 abandonou a sua recusa de participar em eleições, e apesar de não ter tido resultados eleitorais significativos, no principio dos anos 80 acabou por ser a principal oposição aos governos do Partido Trabalhista de Antígua, devido à desintegração do Movimento Trabalhista Progressista, passando o Outlet, o jornal do ACLM, a ser o mais lido do país.

### Fusão e dissolução
O Partido Progressista Unido (UPP) foi formado em 1992, pela fusão do ACLM, do Movimento Trabalhista Progressista e do Partido Democrático Nacional Unido. Em fevereiro de 2002, Alister Thomas, antigo membro do ACLM e do UPP, anunciou a criação de um novo partido, o Movimento Nacional pela Mudança.

## Ideologia
O ACLM apresentava inicialmente como objetivo uma "nova democracia", em que operários, agricultores, etc. participassem diretamente da gestão tanto da política como da economia.
Essa posição evoluiu ao longo dos anos 70 para a defesa de uma fase transitória para o socialismo, em que a democracia direta seria inicialmente a partir das aldeias, comunidades e freguesias, e a economia seria mista, com um papel dirigente do Estado, mas mantendo os sectores privado e cooperativo, e introduzindo algumas estruturas iniciais de controlo pelos trabalhadores
O ACLM tinha contactos próximos com o Partido Comunista de Cuba e outros partidos de esquerda na região, como o Movimento New Jewel de Granada, e era a favor de uma "União Caribenha". No entanto Hector discordava do modelo leninista do "partido-vanguarda", preferindo o modelo de C. L. R. James com maior ênfase na organização e participação popular, e tendo criticado o governo revolucionário de Granada por ter proibido jornais oposicionistas, e defendido a libertação imediata dos presos políticos; Hector também defendeu que se a revolução de Granada não significasse o estabelecimento de organizações de massas independentes e eleitas, não significaria nada.
O partido também apoiava as lutas anti-apartheid na África do Sul e organizava celebrações do Dia da Libertação Africana em Antígua.

## Resultados eleitorais

### Legislativas
| Data | Votos | %     | Câmara dos Representantes |
| ---- | ----- | ----- | ------------------------- |
| 1980 | 259   | 1,18% | 0 / 17                    |
| 1989 | 435   | 1,96% | 0 / 17                    |